# Hopfield-netwerk

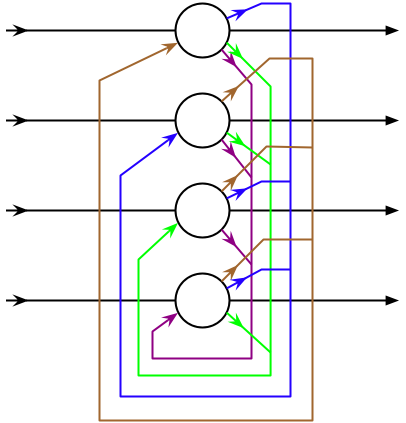
Een Hopfield-netwerk met vier knopen.

Een Hopfield-netwerk, uitgevonden door John Hopfield, is een enkellaags recurrent neuraal netwerk. Een dergelijk netwerk kan dienen als een associatief geheugen en bestaat uit binaire of polaire neuronen. Elk neuron is verbonden met elk ander neuron. De verbindingen hebben daarbij meestal de volgende beperkingen:
- {\displaystyle w_{ii}=0,\forall i} (eenheden hebben geen verbinding met zichzelf)
- {\displaystyle w_{ij}=w_{ji},\forall i,j} (verbindingen zijn symmetrisch)

Initieel kan een Hopfield-netwerk worden gevuld met leerpatronen, waarna het gewicht van elke verbinding wordt vastgesteld. In tegenstelling tot een netwerk met backpropagation, worden de gewichten hierna niet meer aangepast. 
Bij ieder leerpatroon, met de vorm {\displaystyle (x_{1},..,x_{i},..,x_{j},..,x_{n})}, wordt bekeken hoe dit patroon bijdraagt aan gewicht {\displaystyle w_{ij}}. Hierdoor ontstaat de volgende sommatie na {\displaystyle m} patronen:
{\displaystyle w_{ij}={\begin{cases}\sum _{s=1}^{m}x_{i}^{(s)}\cdot x_{j}^{(s)};&{\mbox{indien }}i\neq j\\0;&{\mbox{indien }}i=j\end{cases}}},